# Wele-Nzas
La province du Wele-Nzas est l'une des huit provinces de la Guinée équatoriale.

## Géographie
La province du Wele-Nzas est frontalière du Gabon à l'Est et au Sud.

## Organisation territoriale
La province est constituée de quatre districts:
- District d'Aconibe
- District d'Añisoc
- District de Mongomo
- District de Nsork

Elle possède sept municipalités:
- Akonibe
- Añisoc
- Ayene
- Mengomeyén
- Mongomo
- Nsork
- Oyala

## Démographie
| 1983   | 1994   | 2001    | 2013    |
| ------ | ------ | ------- | ------- |
| 51 839 | 62 458 | 157 980 | 318 451 |